# Зоопарк Ланьчжоу
Зоопарк Лан-джоу (兰州 动物园 Lán-zhōu dòng-wù-yuán) — зоопарк в місті Ланьчжоу, адміністративному центрі провінції Ганьсу.
Щоб захистити тварин від зимових холодів, робітники зоопарку додатково опалюють приміщення та клітки. Хоча це призводить до зміни деяких сезонних звичок тварин, але забезпечує їхнє здоров'я протягом холодної пори року.

## Події
- 20 березня 2005 року народилося дитинча зебри.
- 6 серпня 2007 року трирічна панда напала на працівника зоопарку, внаслідок чого в лікарні довелося накласти понад сто швів. Службовець Цзан вирішив погодувати панду на прізвисько Лань Цзай, простягнувши їй їжу через ґрати у вольєрах. Проте панда несподівано почала кусати його руки, а коли чоловік спробував звільнитися, сильно подряпала ноги. Лань Цзай прибула в зоопарк Ланьчжоу 28 липня 2007 року. Її доставили з міста Ченду що в провінції Сичуань. За словами ветеринарів, панда весь цей час перебувала у стресовому стані, оскільки поки не змогла адаптуватися до дуже сухого клімату в Ганьсу, через що протягом декількох днів нічого не їла.
- 2009 року малайський ведмідь виліз із клітки та зачепив літню жінку, намагаючись втекти. Понад 30 відвідувачів брали участь у гонитві за твариною, яку знешкодили протягом півгодини.